# Aunslev (plaats)
Aunslev is een plaats in de Deense regio Zuid-Denemarken, gemeente Nyborg. De plaats telt 416 inwoners (2020).